# City of Poros (navire)
Pour les articles homonymes, voir Poros (homonymie).
Le City of Poros est un navire de croisière construit en 1961 comme un ferry sous le nom de Vulcanello. Le 11 juillet 1988, il est la cible d'un attentat au cours d’une croisière. 

## Histoire
Il est construit à l’origine comme un ferry sous le nom de Vulcanello par les chantiers navals Cassaro de Messine en 1961 pour la compagnie Sicilia Regionale Marittima. Il est mis en service entre la Sicile, les îles Éoliennes et Naples en 1962.
En 1983, il est vendu à la compagnie Afea Maritime Company qui le renomme City of Poros et passe sous pavillon grec. 

### Attentat
Le 11 juillet 1988, alors qu’il effectue une croisière au large de la Grèce, trois personnes armées, des Palestiniens, ouvrent le feu sur les touristes, faisant 9 morts (ou 11 selon les sources),, dont trois Français, deux Grecs, un Danois, un Hongrois et un Suédois ainsi que plusieurs dizaines de blessés. Quelques heures auparavant, une voiture piégée avec des terroristes à bord explose dans le port du Pirée, probablement à cause d'une erreur de manipulation des explosifs,.

#### Procès
Un procès par contumace pour trois accusés fantômes se tient en 2012. Au terme du procès, la cour d'assises spéciale de Paris condamne à 30 ans de réclusion criminelle trois membres du Fatah-Conseil révolutionnaire (CR).

### Après l’attentat
Après l’attentat, le navire est réparé et reprend du service. En 1997, il est renommé Ifigeneia Anna II, avant d’être détruit à Eleusis en 2008.